# Acquario (contenitore)

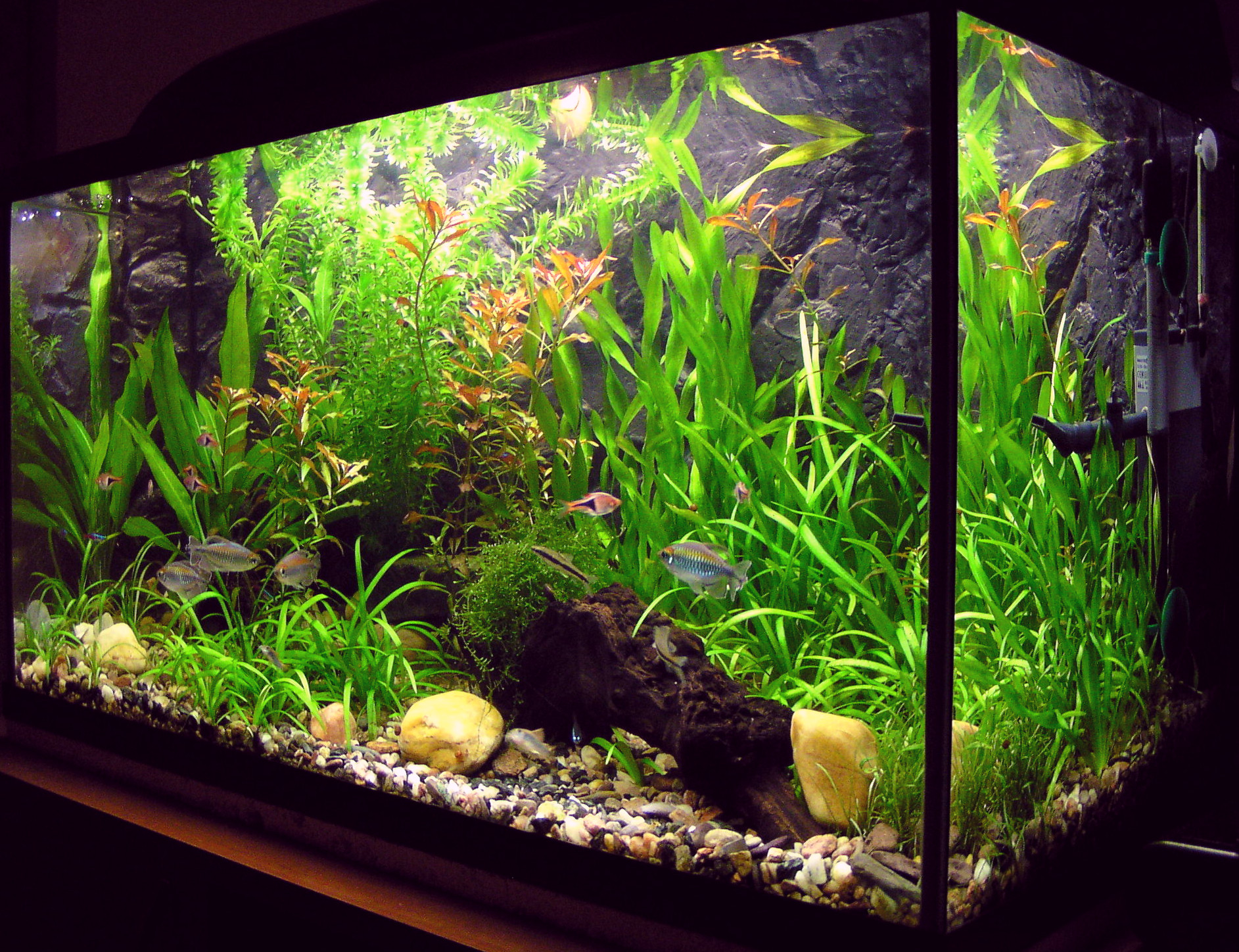
Particolare di un acquario

L'acquario è un contenitore trasparente che permette l'allevamento di pesci, molluschi, crostacei e anfibi consentendo anche la coltivazione di piante acquatiche o palustri. Solitamente a forma di parallelepipedo, ha dimensioni che possono variare dai pochi decimetri di lato ad alcuni metri. Le dimensioni della vasca, infatti, devono essere adeguate al tipo di fauna con cui lo si vuole popolare.

## Struttura

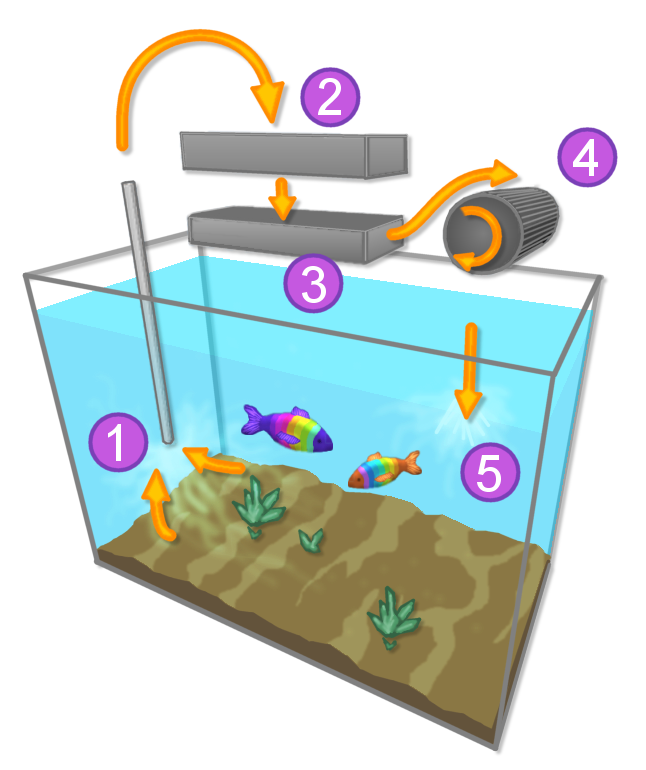
La struttura di un acquario con il proprio sistema di filtraggio:
1) Tubo di prelevamento acqua
2) Filtro meccanico
3) Filtro a carboni attivi
4) Filtro biologico
5) Tubo di ritorno dell'acqua in vasca

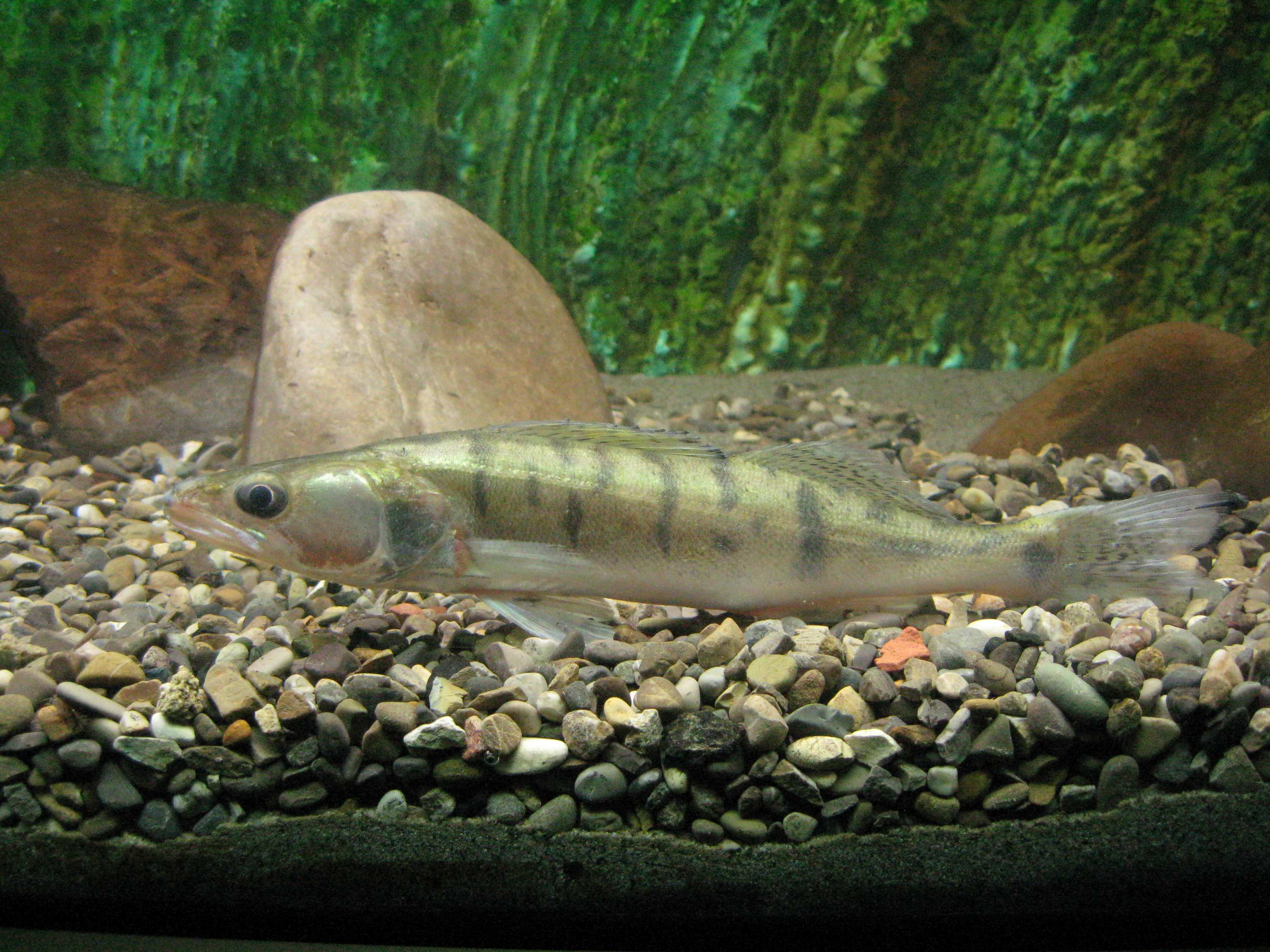
acquario

Il materiale più utilizzato per le pareti è costituito da lastre di vetro, anche se negli ultimi decenni si sono diffuse vasche in materie plastiche come il plexiglas. Oltre alla vasca, l'acquario dispone normalmente di filtri, di un produttore di calore con termostato, e di un impianto di illuminazione quasi sempre dotato di timer per regolare automaticamente l'accensione e lo spegnimento delle luci.
Questi accessori possono, a seconda dei casi, essere coadiuvati da altri quali i distributori di anidride carbonica (utili per la coltivazione delle piante acquatiche) e i distributori automatici di cibo. La scelta appropriata degli accessori consente agli organismi di ambientarsi così bene in questo mini-ambiente che sono molte le specie in grado di riprodurvisi.

## I diversi tipi di acquario
Gli acquari in uso fra gli appassionati che si dedicano all'acquariofilia come hobby si possono dividere in due grandi famiglie: gli acquari d'acqua dolce e quelli d'acqua salata, detti anche marini. Ci sono poi delle categorie a parte, di nicchia, come gli acquari d'acqua salmastra e i paludari, che si avvicinano come concezione ai rettilari.

Più in dettaglio, esistono differenti ecosistemi che vengono realizzati dagli acquariofili, elencati di seguito:

### Acquario d'acqua dolce
Acquari dove vengono ospitati pesci e piante di diverse famiglie e specie che appartengono agli habitat di biotopi d'acqua dolce.

### Acquario marino

il ciclo dell'azoto

Acquario d'acqua salata, che richiede attrezzature molto più complesse e costose; tra questi i più ricercati sono gli acquari di barriera in cui è ricostruito l'habitat della barriera corallina tropicale.

### Acquario artificiale
Rispetto ad altre tipologie di acquario, in questo non vi sono esseri viventi, ma elementi in plastica che riproducono le fattezze degli esseri marini, e per poterli far muovere si utilizzano pompe che creano un flusso corrente tramite spostamento dell'acqua o dell'aria.

## Struttura
Rispetto alla sommità, gli acquari si distinguono in:
- Aperti: dove è possibile ammirare l'acquario dall'alto e coltivare piante che superano il pelo dell'acqua (es. Echinodorus) o vivono a pelo d'acqua (es. Lemna minor), ma che richiedono plafoniere sospese per l'illuminazione. L'intensa evaporazione richiede frequenti rabbocchi di acqua, demineralizzata per non variarne pericolosamente i parametri chimici.
- Acquario Forzato: acquario aperto o chiuso con intercapedine sotto sabbia drenata da pompa, può avere filtro interno o esterno anche connesso con il filtro sotto sabbia. Raccomandata aerazione e presenza di cascatella per rinnovare l'acqua in superficie, soprattutto se la presenza di piante è limitata. Se allestito con piante a crescita lenta, veloce e popolato con moderazione garantisce stabilità chimica anche attorno ai 30º, temperatura che però è raramente raggiunta in acquari con pesci comuni. Data elevata evaporazione è da preferire acqua molto dolce o osmotizzata. Non necessita di frequente concimazione, anche esposto alla luce diretta del sole non presenta eccessiva formazione di alghe, fatto salvo del caso di mancato equilibrio, per lo più causato da nutrienti in eccesso. Se costantemente monitorato la manutenzione attiva richiede pochi interventi anche a distanza di 6 mesi per pulizia filtro. (rabbocco evaporazione quindicinale)
- Chiusi: sono più separati dall'ambiente casalingo, indispensabili per allevare pesci che saltano (es. pesce accetta). L'illuminazione è molto semplice: tubi al neon  (però di breve durata e ad alto consumo) o led, talvolta inclusi nel coperchio. L'evaporazione è limitata.

## Filtri
- filtro interno
- filtro esterno
- filtro sotto sabbia
- sorbona